# Vitrificación de ovocitos

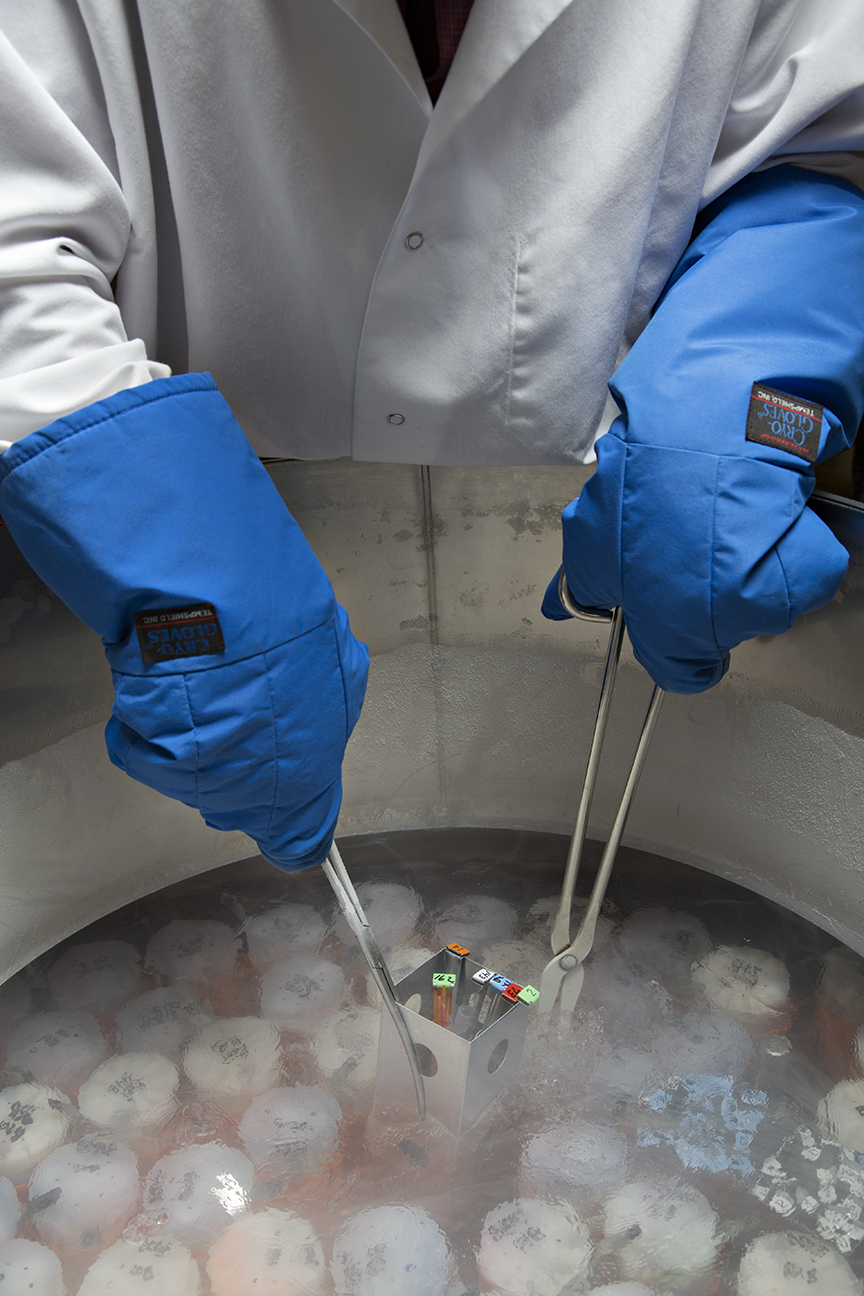
Es un procedimiento criogénico con nitrógeno liquido, similar al usado en la vitrificación de ovocitos para su conservación a bajas temperaturas sin formación de cristales de hielo.

La vitrificación de ovocitos consiste en una de las técnicas de criopreservación de la fertilidad. Se realiza sobre el ovocito, mediante el uso de sustancias químicas y posterior congelamiento rápido. Alrededor del 90% de los óvulos sobreviven el proceso y alcanzan tasas de implantación del 40%.
El aumento de la edad para ser madre hasta los 40-50 años, hace que disminuya la calidad de los ovocitos, aun cuando el estado corporal de la mujer le permita ser madre. Ante este problema se han diseñado estrategias para preservar la fertilidad, en concreto, preservando los ovocitos obtenidos durante la salud y la edad fértil. 

## Técnica
La vitrificación ha revolucionado las técnicas previas de congelación de los ovocitos.

Con el congelamiento al someter estas células a temperaturas inferiores a -80 °C, estamos asegurando su mantenimiento en el tiempo. En este proceso de congelación, se descendía gradualmente la temperatura hasta -70 °C, y luego se metían los ovocitos en nitrógeno líquido a -196 °C. La tasa de supervivencia era demasiado baja.
La vitrificación o criopreservación de ovocitos se define como una técnica de reproducción asistida utilizada para poder conservar estas células a muy bajas temperaturas, exactamente a -196 °C, en nitrógeno líquido.
La obtención de los ovocitos se realiza de la misma manera que en los procedimientos de FIV e ICSI: se somete a la mujer a estimulación ovárica controlada, induciendo la ovulación y extrayendo los ovocitos maduros. 

Durante la técnica es imprescindible el uso de sustancias químicas denominadas crioprotectores, en concentraciones crecientes, que evitarán que las bajas temperaturas dañen la célula.

El óvulo se deposita en un soporte especializado para la congelación, este puede ser Cryotop, que consiste en un mango de plástico con una tira transparente sobre la que se dispondrá el óvulo, adhiriéndose por la propia tensión superficial. Esta se introduce en Nitrógeno líquido, que llevará la temperatura a -196 °C rápidamente.
Todo este proceso debe realizarse de forma rápida para evitar la formación de cristales dañinos en el interior de los ovocitos debido a la presencia de agua. El agua de su interior pasa a ser un medio vítreo, sólido amorfo con textura de gelatina sólida. 

Este óvulo se conservará en el banco de óvulos hasta ser empleado, para una fecundación in vitro (FIV) convencional o ICSI a partir del óvulo y el esperma de la pareja o un donante.

Una vez que se necesiten estos ovocitos para una técnica de reproducción asistida, se descongelarán en un proceso conocido como desvitrificación, donde se realizan todos los pasos de la vitrificación de manera rápida y a la inversa.
En pacientes jóvenes de <35 años, la tasa de supervivencia del ovocito es de 90%, las tasas de embarazo mediante FIV rondan el 65% y las tasas de implantación se acercan al 40%.[cita requerida]

## Comparación entre vitrificación y congelación clásica
La congelación se refiere a un proceso de enfriamiento lento y gradual para llevar los ovocitos a temperaturas extremadamente bajas, para llevar a cabo el proceso se necesita un congelador programable en el que la temperatura irá descendiendo de forma gradual hasta -40º y -70ºC, y posteriormente, se introducirán los óvulos en nitrógeno líquido donde alcanzaran rápidamente los -196ºC. En este método, se forman cristales de hielo dentro y alrededor de las células, lo que puede dañar la estructura celular si no se controla cuidadosamente.
En cambio, la vitrificación es un método ultrarrápido de enfriamiento que transforma el líquido en un estado sólido similar al vidrio sin formación de cristales de hielo, la velocidad de enfriamiento es de hasta 23.000ºC/min. Utiliza altas concentraciones de crioprotectores (sustancias que protegen las células durante el enfriamiento).

## Indicaciones de la vitrificación
La vitrificación, tiene el objetivo de preservar la fertilidad de las mujeres. Así pues, estaría indicado en aquellas mujeres jóvenes que tengan el deseo de ser madres a largo plazo, aumentando la probabilidad de que el óvulo esté en buenas condiciones.
 
Además, se aconseja para casos especiales de enfermedad, como por ejemplo, tratamientos de cáncer. Este puede provocar infertilidad por la no producción de óvulos o bien la alteración de los mismos, debido a las dosis de quimioterapia y radioterapia. 
Concretamente, este tratamiento se recomineda en pacientes oncológicas y no oncológicas que van a recibir tratamiento gonadotóxico; mujeres que han recibido cirugía repetitiva sobre el ovario como en el caso de la endometriosis; pacientes en las que se prefiera realizar la transferencia de embriones en un ciclo distinto al de la estimulación folicular o en pacientes con baja respuesta en técnicas de reproducción asistida.

## Ventajas de la vitrificación
La vitrificación de óvulos tiene múltiples ventajas, sobre todo permite preservar la fertilidad con una alta tasa de supervivencia de los óvulos. La vitrificación hace que la calidad de los óvulos se conserve durante todo el tiempo que los óvulos permanecen congelados. De esta manera, cuando la mujer quiera hacer uso de sus óvulos, éstos tendrán la edad de la mujer cuando decidió congelarlos y el paso del tiempo no los habrá deteriorado.[cita requerida]
Por otra parte, el tratamiento de FIV con óvulos criopreservados tiene una tasa de éxito elevada,[cita requerida] ya que la probabilidad de embarazo depende más de la edad de los óvulos, que de la edad de la mujer en el momento de hacer la fecundación in vitro (FIV).
Otra ventaja de la vitrificación ovocitaria es que permite la acumulación de óvulos en aquellas mujeres con baja reserva ovárica, que obtienen muy pocos óvulos tras un protocolo de estimulación ovárica. De esta manera, se consigue optimizar los ciclos de FIV y conseguir unas tasas de embarazo más elevadas.
También presenta algunas desventajas, como que es una técnica cara y con la que hay que tener cuidado, sobre todo con el tiempo de exposición de los ovocitos. Es decir, estos se deben pasar rápido a nitrógeno líquido para evitar la formación de cristales, usando el menor medio posible de vitrificación.

Se debe tener en cuenta que, una vez desvitrificado, los ovocitos no se pueden volver a vitrificar, salvo en caso de fuerza mayor, ya que el proceso repetido varias veces en el ovocito puede resultar dañino.